# 海南卫视
海南卫视，正式备案名称为“海南广播电视总台综合频道”，是中国海南广播电视总台旗下的一个卫星电视频道，1999年9月25日正式开播。2002年至2019年期间，频道名称为旅游卫视，2019年5月1日改回“海南卫视”。

## 历史
1999年8月25日，“中国卫视海南台”（即海南卫视）开始通过亚太1A卫星（134°E）的2B转发器试播，9月25日正式开播，是当时中国内地最晚上星播出的省级卫视综合频道。

旅游卫视第二代台标

2001年11月，原国家广播电影电视总局批准海南卫视更名为“中国旅游卫视”。2002年1月28日，海南卫视正式改版为“旅游卫视”（正式备案名称为“海南广播电视台旅游频道”），以旅游休闲节目为主，成为中国内地第一个专业化旅游卫星电视频道，也是当时中国内地唯一不以地域命名的地方卫视。旅游卫视主要节目内容在北京制作完成，在海南发射上星，每天播出时长21小时以上。经营上，旅游卫视由海南广播电视总台和几家股东于2002年组成的海南旅游文化传播公司全权运作，在中國內地首开先河。
2003年8月15日，海南广播电视总台与北大华亿签署合同，海南台将旅游卫视49%的股权售予北大华亿。同年12月1日，北大华亿与保利文化艺术有限公司达成协议，成立中国保利华亿文化传媒有限公司（现为华谊腾讯娱乐全资子公司）；此次并购也以4亿元人民币的成交价，成为当时中国内地最大的传媒产业并购案，保利借此“曲线”入主旅游卫视，旅游卫视也成为中國內地第一个民营资本参股的省级卫星电视频道。然而长期以来，受到专业化的制约，旅游卫视的收视群体较为小众，收视率也长期徘徊在中下游水平，甚至在2002年改版之后的一段时间内陷入了经营困境。
2018年12月，海南广播电视总台收回了旅游卫视的全部股权。2019年3月，中国国家广播电视总局批准旅游卫视呼号调整为“海南卫视”，4月批准海南卫视启用新台标。2019年5月1日0:00，海南广播电视总台旗下电视频道改版，旅游卫视正式改回“海南卫视”。

## 节目
旅游卫视时期，频道主打旅游休闲，甚至一度取消了电视剧的播出。尽管频道的大部分节目在北京制作，但因频道资源仍属于海南广播电视总台，故仍需要播出《海南新闻联播》（在海口制作）及转播央视《新闻联播》。2004年7月5日，旅游卫视进行了一次大改版，淡化了“旅游”色彩，节目以以资讯为和时尚娱乐为主。2010年1月1日，频道再次改版，主打“绿色频道”主题，以时尚、休闲与公益节目为主。
复名为“海南卫视”后，海南卫视以“三大窗口”（展示中国改革开放的窗口、海南对外宣传的窗口、海南广电融合传播的窗口）为定位，主打“新海南”“世界眼”“家国情”“潮流范”等“四大节目矩阵”。同时海南卫视将延续旅游卫视时期“体育+旅游”的定位，部分旅游卫视时期的品牌节目（如《行者》《有多远走多远》《第1时尚》《卫视高尔夫》《中国体育旅游报道》等）获得保留；同时有望新增赛马、电竞、赛车等赛事，全年时长将从600小时扩展到1000小时。

## 事件
2010年1月3日9:00至18:00，为配合“绿色频道”主题，旅游卫视举办“用你的方式 绿色一小时”活动，期间旅游卫视所有原定节目停播，只播出活动参与人数、碳减排量和明星、网友的环保主张等信息。此次“绿屏事件”引发热议。

## 節目列表
- 《對話香港》